# Биоелектрицитет
Биоелектрицитет је област биоинжењеринга која проучава биолектричну активност организма, а који је основа неуролошког система и већине виталних процеса у организму. Биоелектрични инжењер проучава те биоелектричне процесе и користи их за за потребе дијагностике у медицини.